# Peltaspermales
Le peltaspermali (Peltaspermales) sono un gruppo di piante estinte, appartenenti alle pteridosperme. Vissero tra il Carbonifero e il Cretaceo (circa 300 - 65 milioni di anni fa) ma furono particolarmente diffuse nel Triassico, e i loro fossili si ritrovano in tutti i continenti. È possibile che alcuni rappresentanti del gruppo siano sopravvissuti fino all'Eocene (circa 50 milioni di anni fa) in Tasmania.